# Евансвілл (Вісконсин)
Евансвілл (англ. Evansville) — місто (англ. city) в США, в окрузі Рок штату Вісконсин. Населення — 5703 особи (2020).

## Географія
Евансвілл розташований за координатами 42°46′40″ пн. ш. 89°17′50″ зх. д. / 42.77778° пн. ш. 89.29722° зх. д. (42.777709, -89.297161).  За даними Бюро перепису населення США в 2010 році місто мало площу 8,56 км², з яких 8,41 км² — суходіл та 0,15 км² — водойми.

## Демографія
Згідно з переписом 2010 року, у місті мешкало 5012 осіб у 1942 домогосподарствах у складі 1304 родин. Густота населення становила 585 осіб/км².  Було 2067 помешкань (241/км²).
Расовий склад населення:
| - 96,0 % — білих - 0,8 % — чорних або афроамериканців - 0,7 % — азіатів - 0,5 % — корінних американців |

До двох чи більше рас належало 1,5 %. Частка іспаномовних становила 3,6 % від усіх жителів.
За віковим діапазоном населення розподілялося таким чином: 29,3 % — особи молодші 18 років, 59,4 % — особи у віці 18—64 років, 11,3 % — особи у віці 65 років та старші. Медіана віку мешканця становила 34,7 року. На 100 осіб жіночої статі у місті припадало 95,9 чоловіків;  на 100 жінок у віці від 18 років та старших — 86,5 чоловіків також старших 18 років.
Середній дохід на одне домашнє господарство  становив 65 650 доларів США (медіана — 57 273), а середній дохід на одну сім'ю — 77 472 долари (медіана — 76 176). Медіана доходів становила 51 944 долари для чоловіків та 39 018 доларів для жінок. За межею бідності перебувало 4,6 % осіб, у тому числі 0,0 % дітей у віці до 18 років та 8,3 % осіб у віці 65 років та старших.
Цивільне працевлаштоване населення становило 2762 особи. Основні галузі зайнятості: освіта, охорона здоров'я та соціальна допомога — 30,7 %, виробництво — 15,0 %, науковці, спеціалісти, менеджери — 9,6 %, мистецтво, розваги та відпочинок — 8,4 %.